# Coffea charrieriana
Coffea charrieriana, vrsta grma iz roda kave, porodica broćevki. Endemska je vrsta iz Kameruna.

## Opis
Charrier kava, (Coffea charrieriana), vrsta je biljke kave (rod Coffea, porodica Rubiaceae) pronađena u središnjoj Africi za koju je prvu otkriveno da proizvodi zrna (sjemenke) bez kofeina. Endem je šumskog rezervata Bakossi u zapadnom Kamerunu. Biljka nastanjuje strme stjenovite padine vlažnih kišnih šuma. Kava Charrier prvi put je prikupljena 1983. godine; međutim, prvi put je znanstveno opisana 2008. nakon što je morfološka studija otkrila da nije u skladu s opisima poznatih vrsta Coffea. Biljka je dobila ime po Andréu Charrieru, francuskom botaničaru i genetičaru poznatom po svom opsežnom radu na uzgoju i istraživanju kave.
Charrier kava je grm visok otprilike 1-1,5 metara (oko 3-5 stopa), s tankim eliptičnim listovima dugim 2,2-3,5 cm (0,9-1,4 inča). Biljka proizvodi glatko eliptično sjeme koje je dugačko 5 mm (oko 0,2 inča).
Uzgajana u velikim količinama, kava Charrier mogla bi poslužiti kao izvor zrna kave bez kofeina za svjetska tržišta, čime bi se smanjila potreba za kemijskim procesima dekofeinizacije, koji smanjuju okus kave, ili genetski modificiranim biljkama kave bez kofeina.